# Kalchreuther Bäcker
Der Kalchreuther Bäcker ist ein deutscher Filialbetrieb mit Sitz in Eckental. Im Großraum Nürnberg betreibt das Unternehmen 92 Verkaufsstellen in eigenständigen Ladengeschäften oder als Bäckereitheke bzw. Bäckereishop in Supermärkten, davon überwiegend bei Edeka/E-Center und Rewe. Das Verkaufsgebiet reicht dabei ungefähr von Forchheim im Norden bis Rednitzhembach im Süden.
Das Sortiment besteht aus den üblichen Backwaren in den Bereichen Brote/Brötchen, Kuchen, Torten und Kleingebäck sowie im Sommer auch Gebäck für Grillpartys und einigen Dauer-Angeboten.

## Geschichte
Der Bäckereibetrieb besteht seit 1696 und ist aus der Hofbäckerei der Patrizierfamilie „von Haller“ hervorgegangen. Er war direkt im Hallerschloss in Kalchreuth angesiedelt. Später erfolgte der Umzug in das Vogthaus am Schlossplatz. Unter dem heutigen Eigentümer Manfred Wiehgärtner vergrößerte sich der Backbetrieb, wurde 1969 als GmbH neu gegründet und befindet sich seit 1994 im benachbarten Brand. Das Unternehmen war 2021 im Bundesanzeiger als Große Kapitalgesellschaft aufgeführt und wird in dritter Generation von Mit-Geschäftsführer Johannes Wiehgärtner gemeinsam mit dessen Vater fortgeführt.